# Roodbuikvuurpad
De roodbuikvuurpad (Bombina bombina) is ondanks de naam een kikker uit de familie van de vuurbuikpadden (Bombinatoridae). De soort werd beschreven door Carl Linnaeus in 1761. Oorspronkelijk werd de wetenschappelijke naam Rana bombina gebruikt.

## Uiterlijke kenmerken
De roodbuikvuurpad bereikt een maximale lichaamslengte tot 5,3 centimeter, maar de meeste exemplaren blijven kleiner. De kikker is te herkennen aan de vuurrode buik en onderzijde van de poten met zwarte vlekken en een donkergrijze tot zwarte kleur aan de rug en poten. De soort is hiermee gemakkelijk te onderscheiden van de Chinese vuurbuikpad (Bombina orientalis), die meestal een groene huid heeft en iets kleiner blijft. Net als bij andere vuurbuikpadden ontbreekt een uitwendig trommelvlies.

## Verspreiding en habitat
De roodbuikvuurpad komt voor in midden- en zuidelijk Europa, van Scandinavië via het gebergte de Kaukasus tot in Turkije. In Nederland en België komt deze soort niet voor; wel de geelbuikvuurpad (Bombina variegata), die een gele buik heeft en hier erg zeldzaam is.

## Levenswijze

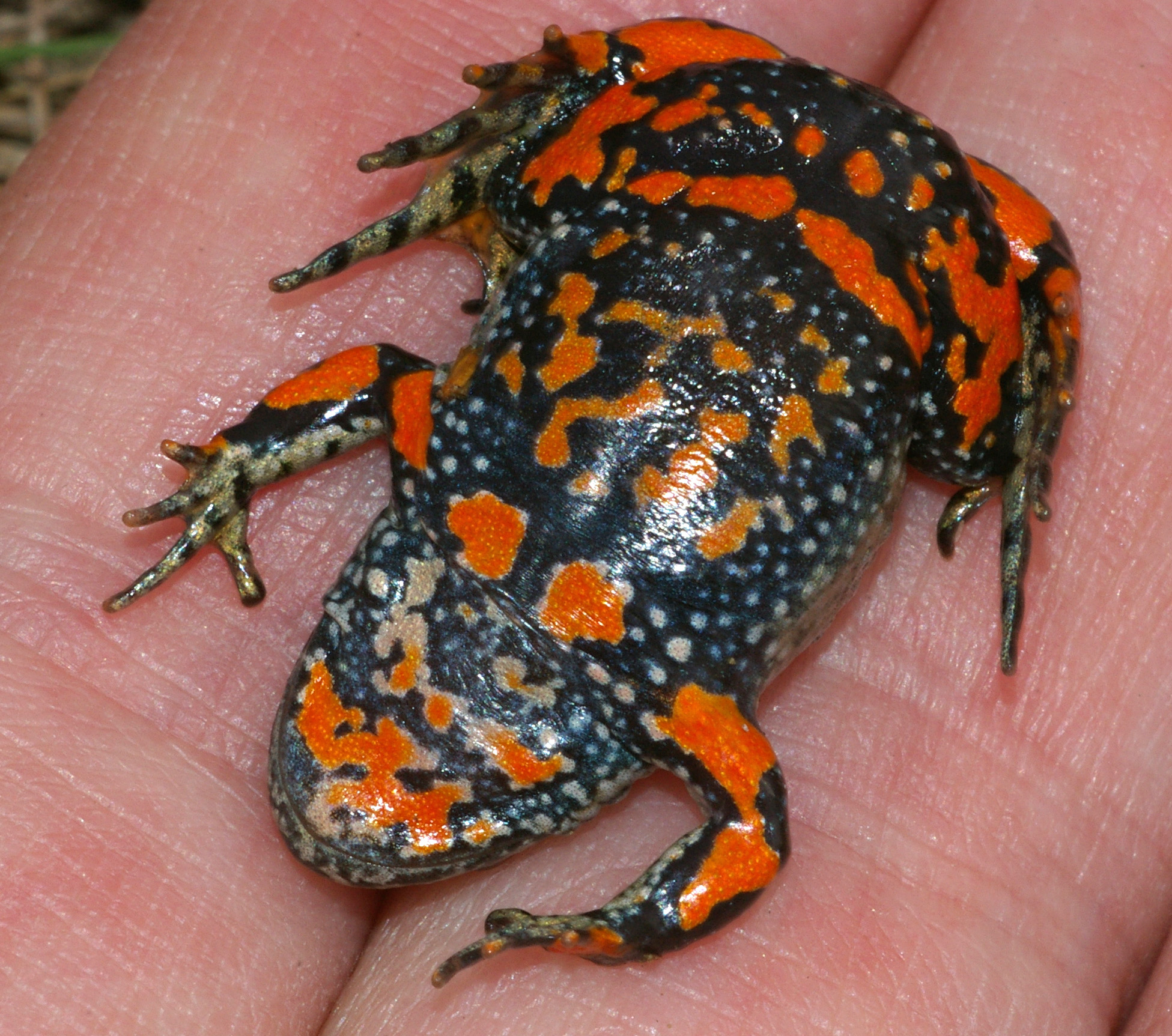
Onderzijde van een roodbuikvuurpad

Deze soort houdt van kleine tijdelijke poeltjes want de larven van deze padden ontwikkelen zich razendsnel; ze hebben zich gespecialiseerd in een korte ontwikkeling. Dat heeft voor- en nadelen want als een poel te snel opdroogt sterven de larven maar in een 'verse' poel zitten nog geen roofdieren als vissen en libellenlarven en dat geeft de kikker dus juist een voorsprong op andere soorten.
Het voedsel bestaat uit wormen en insecten en met name vliegjes en muggen. De larven zijn eerst planteneters en gaan daarna aan alles knagen; ze lusten ook aas. Zoals alle vuurbuikpadden scheidt de soort een vergif af dat de menselijke slijmvliezen kan irriteren maar gevaarlijk is het niet. Omdat de roodbuikvuurpad al jaren in aantal achteruit gaat wordt hij beschermd door CITES, en alleen als tijdelijke poelen en plassen weer in gebruik komen maakt de soort een kans.